# 접의자

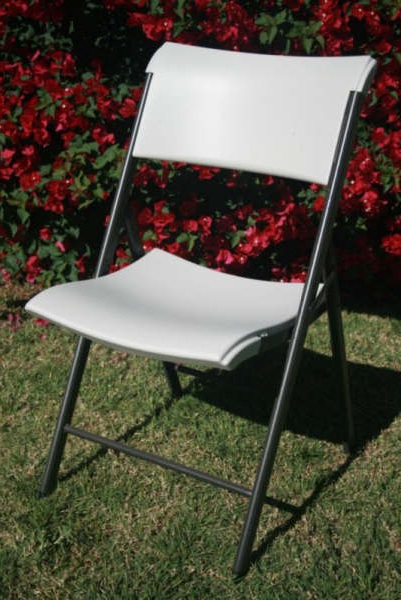
일반적인 접의자

접의자(摺椅子)는 접는 가구의 일종이자 가볍고 휴대가 가능한 의자로서, 평평하게 또는 더 작은 크기로 접히며 가지런히 한 줄로나 수레 위에 보관할 수 있다.
접는 테이블과 함께 결합할 수 있다.

## 이용
접의자는 일반적으로 영구적인 착석이 불가능하거나 현실적이지 않은 장소에서 착석을 해야 할 때 일반적으로 사용된다. 여기에는 장례, 칼리지 졸업, 종교적 예배, 스포츠 행사, 대회 등의 실외, 실내 행사가 포함된다.
접의자는 추가 착석이 필요한 상황을 위해 가정에서도 사용된다. 잔치, 카드 게임 외에 탁자의 임시 착석이 포함된다.
일부 접의자는 흔들의자이기도 하다.

## 역사

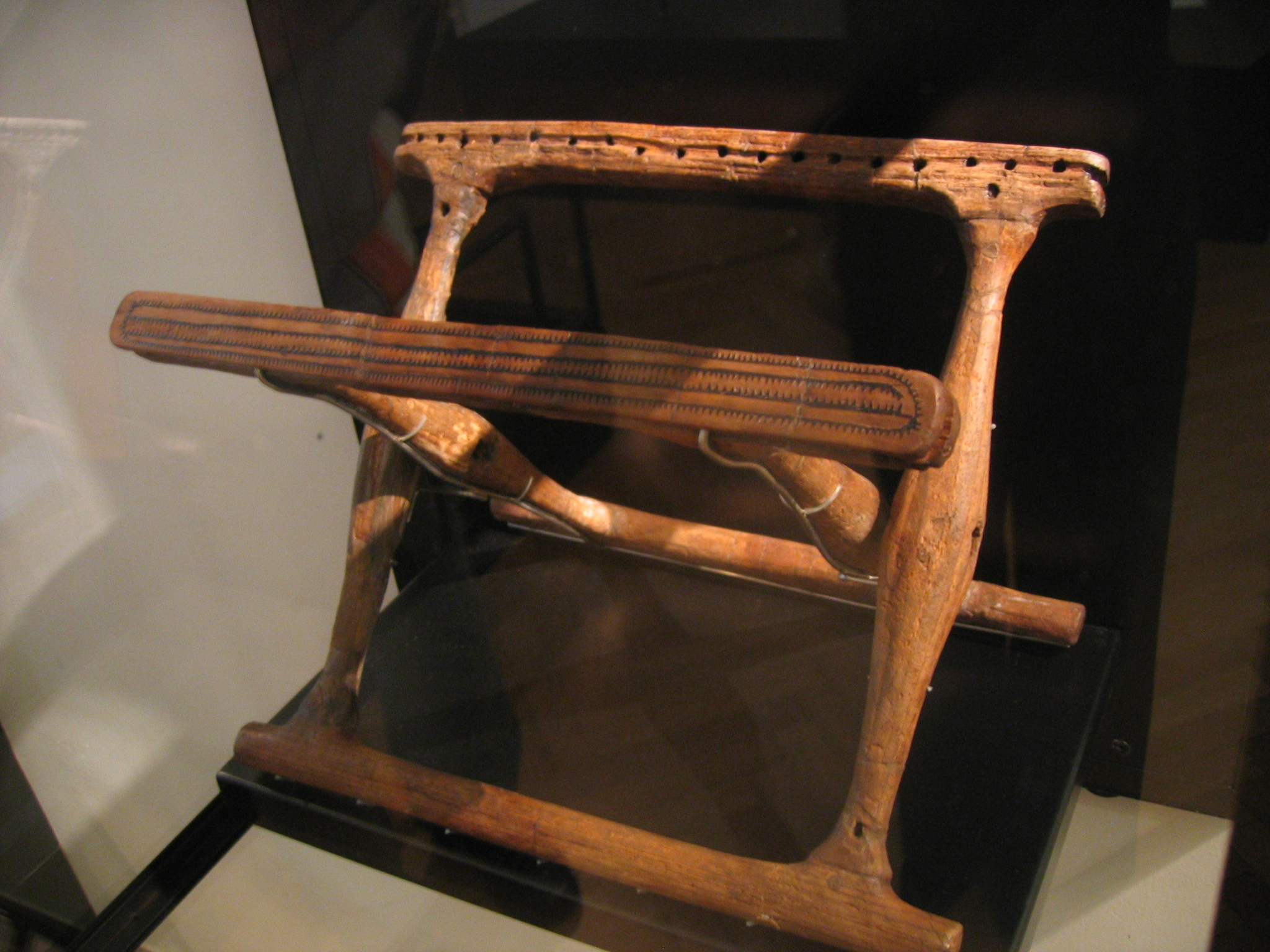
덴마크 Guldhøj의 접의자의 프레임(북유럽 청동기 시대, 기원전 14세기의 하반기.)

접의자는 기워전 15~13세기 지중해 지역에서 착석용으로 사용되었다. 이 의자들은 가장 부유한 무덤의 분묘 부장품으로도 사용되었다. 금으로 장식된 에보니, 아이보리의 접의자는 이집트 투탕카멘의 무덤에서 발견되었다.

## 같이 보기
- 윈저 체어
- 걸상